# Noctua virescens
Noctua virescens är en fjärilsart som beskrevs av Tutt 1892. Noctua virescens ingår i släktet Noctua och familjen nattflyn. Inga underarter finns listade i Catalogue of Life.

## Bildgalleri

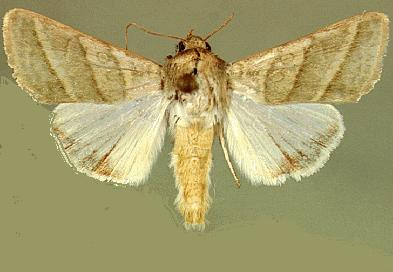
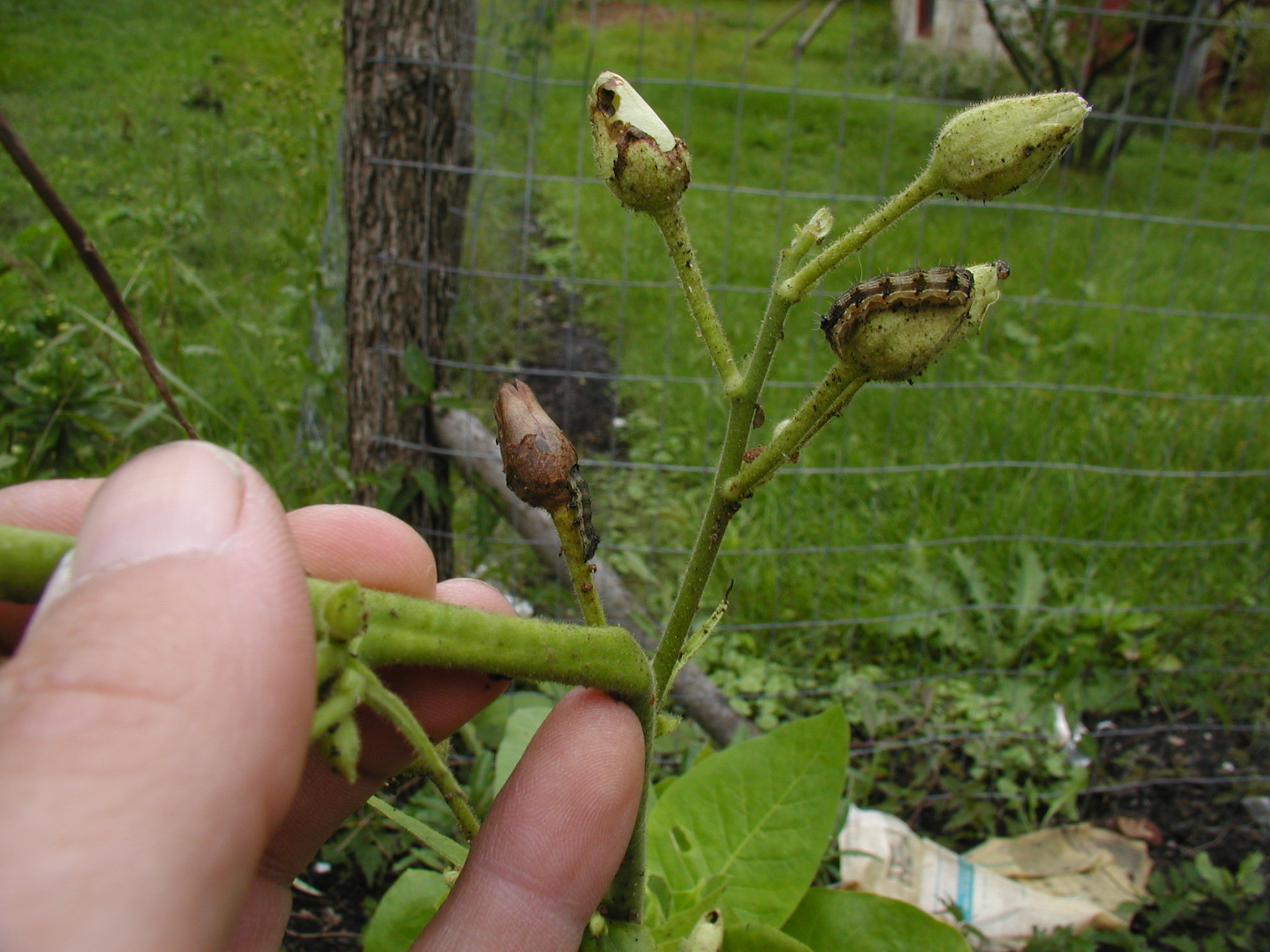
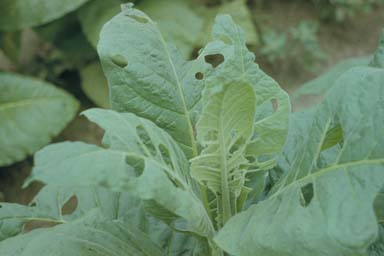